# Valeriu Blidaru
Valeriu Blidaru (n. 2 octombrie 1921, Malu cu Flori, Dâmbovița) este un hidroameliorator și profesor universitar român, recunoscut pentru contribuțiile sale în irigații, desecări și protecția mediului prin lucrări de îmbunătățiri funciare. A publicat 15 lucrări majore, inclusiv tratatele „Irigații” (1954) și „Desecări” (1956), și a participat la proiecte hidrotehnice majore, precum irigarea Bărăganului. A fost profesor titular la Institutul Politehnic Iași (1965–1991) și a îndrumat 43 de doctoranzi.

## Biografie
Copilărie și educație  
Valeriu Blidaru s-a născut la 2 octombrie 1921 în comuna Malu cu Flori, județul Dâmbovița, într-o familie de agricultori. A urmat liceul la Câmpulung Muscel, absolvind în 1942. În același an, a fost admis la Facultatea de Agronomie, secția „Geniu rural”, din Școala Politehnică București, obținând diploma de inginer agronom cu mențiunea „Cum Laude” în 1947. A absolvit Școala Internațională de Vară în Irigații din Israel (1970) și a participat la cursuri și congrese internaționale, inclusiv la Moscova (1975). 
Carieră profesională  
În 1947, a organizat școli tehnice de subingineri pentru îmbunătățiri funciare la Nucet și Brăila, predând hidraulică și amenajări hidrotehnice. Din 1948, a contribuit la dezvoltarea învățământului superior de hidroameliorații la Galați și Iași. A parcurs gradele didactice de asistent (1948), șef de lucrări, conferențiar și profesor titular (1965) la Facultatea de Îmbunătățiri Funciare, Institutul Politehnic Iași, unde a activat până la pensionarea în 1991. A fost îndrumător de doctorat din 1969, formând 43 de doctori în hidroameliorații. 

## Activitate științifică
Valeriu Blidaru a publicat 15 lucrări majore (6839 de pagini), abordând irigațiile, desecările, impactul asupra mediului și proiectele hidrotehnice. A realizat 68 de studii despre irigații și desecări, 37 despre impactul asupra mediului, 46 de proiecte contractuale și 37 de sinteze. A efectuat 39 de expertize tehnice (1994–1996). 
Irigații și desecări  
A elaborat tratatele „Irigații” (1954) și „Desecări” (1956), fundamentale pentru hidroameliorații. A publicat studii precum „Adaptarea unor noi forme de secțiuni la canale” (1961), „Drenajul vertical în desecarea și desalinizarea terenurilor” (1963) și „Contribuții la reducerea pierderilor de apă prin infiltrații” (1965), propunând soluții tehnice inovatoare. 
Impactul asupra mediului și dezvoltare rurală  
A studiat echilibrul ecologic al lucrărilor de îmbunătățiri funciare, publicând „Studii privind proiectarea sistemelor de irigații din fermele familiale” (1991), „Valorificarea nisipurilor din sistemul Sadova-Corabia” (1993) și „Dezvoltarea satului românesc în zone afectate de alunecări” (1992). A analizat impactul irigațiilor asupra mediului în bazinul Șiret-Bărăgan. 
Proiecte hidrotehnice aplicate  
A participat la proiectarea irigării Bărăganului (1950–1951) și a sistemelor hidrotehnice din Iași, Vaslui, Botoșani și Jijia-Prut. Lucrări reprezentative includ „Soluții pentru înlăturarea pierderilor de apă din sistemele DIFCA” (1973), „Proiectul schemei hidrotehnice Iași-Vaslui-Botoșani” (1975) și „Modelul hidraulic Pîrcovaci” (1981). 
Expertize tehnice și sinteze  
A efectuat 39 de expertize tehnice (1994–1996), inclusiv pentru digurile de apărare din Oltenița, Gostinu-Greaca și Brăila. A coordonat sinteze precum „Hidroameliorațiile în R.P. România” (1962) și „Raționalizări în irigații și drenaje” (1990–1994), contribuind la modernizarea tehnologiilor hidrotehnice. 

## Activitate didactică
Valeriu Blidaru a predat irigații și desecări timp de peste patru decenii, organizând laboratoare de hidraulică și hidroameliorații la Nucet, Galați și Iași. A elaborat manuale, inclusiv „Irigații” (1954), „Desecări” (1956) și „Irigații și drenaje” (1981), și a coordonat lucrări practice. A îndrumat 43 de doctoranzi, contribuind la formarea specialiștilor în hidroameliorații. A fost distins cu titlul „Profesor universitar evidențiat” (1983). 

## Activitate managerială
Valeriu Blidaru a ocupat funcții de conducere:
- Șef al serviciului tehnic de proiectare, Sectorul de ape Galați (1955–1958).
- Membru al Consiliului tehnico-științific, Departamentul de Îmbunătățiri Funciare, Ministerul Agriculturii (1964–1997).
- Expert consilier ISPIF București (1990–1997).
- Membru al Comitetului Național de Irigații și Desecări București și CIID New Delhi. [1]

## Lucrări
Valeriu Blidaru a publicat 15 lucrări majore, însumând 6839 de pagini. Dintre lucrările reprezentative:
- „Irigații. Manual”, Editura Agrosilvică, București, 1954
- „Desecări. Manual”, Editura Agrosilvică, București, 1956
- „Termeni în hidroameliorații” (monografie), Editura Lexicon tehnic, vol. I, 1957
- „Hidroameliorațiile în R.P. România” (cu V. Georgescu, I.M. Gheorghiu, M. Vlădescu), Editura Agrosilvică, București, 1962
- „Cercetări privind irigarea prin aspersiune a terenurilor în pantă, bazinul hidrografic Vaslui”, Buletinul Institutului Politehnic Iași, 1965
- „Irigații și desecări” (tratat), Editura Agrosilvică, București, 1969
- „Studiul elementelor tehnice de irigare prin brazde și aspersiune, ferma Căprița”, DGEIFA, 1971
- „Lucrări de îmbunătățiri funciare în Delta Dunării”, Revista Hidrotehnica, nr. 11, 1972
- „Studiul uniformității distribuției apei la brazdele de udare”, DGEIFA, 1972
- „Sisteme de irigații cu funcționare automată” (cursuri postuniversitare), 1973
- „Concepții asupra surselor de apă, poziției prizei și aducțiunii gravitaționale” (cu N. Mantz), monografie, MA, ISPIF, București, 1973
- „Soluții tehnice și economice pentru înlăturarea pierderilor de apă din sistemele DIFCA”, 1973
- „Hidrometrie în sistemul de irigație”, IELF Iași, 1975
- „Proiectarea și executarea modelului schemei hidrotehnice Iași-Vaslui-Botoșani”, Iași, 1975
- „Sisteme de irigații și drenaje” (tratat), EDP, București, 1976
- „Irigații și drenaje” (manual interuniversitar), EDP, București, 1976
- „Studiul proceselor de colmatare, tasare și avarii la prizele de apă”, ISPIF, 1977
- „Studiul privind impermiabilitatea canalelor de irigație”, ISPIF București și Iași, 1977–1979
- „Saline land improvement by irrigation leaching and drainage”, Buletinul Institutului Politehnic Iași, 1981
- „Influența drenajului asupra scurgerii în teren cu potențial de alunecare”, Revista Hidrotehnica, nr. 1, 1981
- „Studiu privind folosirea instalațiilor de irigație cu mutare manuală și mecanizată”, Buletin Anual ISPIF, 1981
- „Drenajul vertical în desecarea și desalinizarea terenurilor”, Buletinul Institutului Politehnic Iași, 1983
- „Scheme hidrotehnice complexe” (monografie), Editura Tehnică, București, 1986
- „Raționalizări în irigații și drenaje” (cu V. Dobre), 3 vol., Editura Ceres, 1990, 1992, 1994
- „Studiu privind valorificarea haldelor de steril de la termocentrale”, Buletin Anual ISPIF, 1991
- „Contribuții la adoptarea unui nou tip de amenajare a terenurilor în Delta Dunării”, Buletinul Institutului Agronomic Iași, 1992
- „Studiu privind modernizarea sistemului de irigații Giurgiu Răzmirești”, Buletin Științific ISPIF SA, 1992
- „Dezvoltarea lucrărilor de irigații în spațiul Siret-Bărăgan”, Buletin Anual ISPIF SA, București, 1993
- „Valorificarea nisipurilor din sistemul Sadova-Corabia”, Buletin ISPIF SA, București, 1993
- „Amenajări de irigații și drenaje” (cu Gh. Pricop, A. Wehry), Editura Interprivat, 1997

## Premii și distincții
- Titlul „Doctor Docent în Științe” (1974)
- Gradația de Merit, Ministerul Educației și Învățământului (1977)
- Titlul „Profesor universitar evidențiat” (1983)
- Diploma de Onoare pentru 41 de ani de activitate în îmbunătățiri funciare (1990)

## Afilieri
- Membru al Consiliului tehnico-științific, Departamentul de Îmbunătățiri Funciare, Ministerul Agriculturii (1964–1997)
- Membru al Comitetului Național de Irigații și Desecări București
- Membru al CIID New Delhi
- Expert consilier ISPIF București (1990–1997)
- Membru al Centralei „Delta Dunării”
- Membru al Asociației pentru Îmbunătățiri Funciare și Construcții Rurale din România